# Tour de Taiwan
Tour de Taiwan (kin. 國際自由車環台賽) je biciklistička cestovna utrka koja se jednom godišnje, svakog ožujka, održava na  Tajvanu. Utrka je nastala po uzoru na Tour de France a od 2005. godine je dio kontinentalnog UCI Asia Toura. Od 2012. godine nalazi se u kategoriji utrka 2.1.

## Povijest
Tour de Taiwan je 1978. godine osnovao King Liu, vlasnik tajvanskog proizvođača bicikala Giant. Prva utrka je započela u Taipeiju a ruta je išla kroz zapadni, južni i istočni dio zemlje te je završila ponovo u prijestolnici.

## Dosadašnji pobjednici
| Godina | Pobjednik                       | Momčad                     |  |
| ------ | ------------------------------- | -------------------------- |  |
| 1999.  | Brendon Vesty (Novi Zeland)     | Navigare-Gaerne            |  |
| 2003.  | Ghader Mizbani (Iran)           | Giant Asia Racing Team     |  |
| 2004.  | Moritz Milatz (Njemačka)        | Merida Europe Team         |  |
| 2005.  | Ahad Kazemi (Iran)              | Giant Asia Racing Team     |  |
| 2006.  | Stephen Gallagher (Irska)       | Giant Asia Racing Team     |  |
| 2007.  | Shawn Milne (SAD)               | Health Net–Maxxis          |  |
| 2008.  | John Murphy (SAD)               | Health Net–Maxxis          |  |
| 2009.  | Krzysztof Jezowski (Poljska)    | Merida Europe Team         |  |
| 2010.  | David McCann (Irska)            | Giant Asia Racing Team     |  |
| 2011.  | Markus Eibegger (Austrija)      | Tabriz Petrochemical Team  |  |
| 2012.  | Rhys Pollock (Australija)       | Drapac Cycling             |  |
| 2013.  | Bernard Sulzberger (Australija) | Drapac Cycling             |  |
| 2014.  | Rémy Di Gregorio (Francuska)    | Team La Pomme Marseille 13 |  |
| 2015.  | Samad Pourseyedi (Iran)         | Tabriz Petrochemical Team  |  |
| 2016.  | Robbie Hucker (Australija)      | Avanti IsoWhey Sports      |  |
| 2017.  | Benjamín Prades (Španjolska)    | Team UKYO                  |  |
| 2018.  | Yukiya Arashiro (Japan)         | JCF                        |  |
| 2019.  | Jonathan Clarke (Australija)    | Floyd's Pro Cycling        |  |
| 2020.  | Nick White (Australija)         | Team BridgeLane            |  |

- Na utrci održanoj 2006. godine izvorno je pobijedio Amerikanac Kirk O’Bee, međutim, on je naknadno diskvalificiran zbog upotrebe dopinga tako da je pobjedničko postolje prepušteno Ircu Stephenu Gallagheru.[1]

## Vanjske poveznice
- Službene web stranice Tour de Taiwana